# 趙光表
趙光表（?—?），貴州省大定府平遼州（今贵州織金）人，清朝政治人物、同進士出身。
光緒九年（1883年）癸未科進士，三甲五十四名；同年五月，著交吏部掣签分发各省，以知县即用。官廣東徐聞縣知縣。